# Leskovik
Leskovik (görög Λεσκοβίκι / Leszkovíki) kisváros Délkelet-Albániában, Erseka városától légvonalban 22 kilométerre dél–délnyugatra, a Közép-Albán-hegységben, Korça megyében. Leskovik alközség központja, egyúttal egyetlen települése. A 2011-es népszámlálás alapján az alközség népessége 1525 fő.

## Története
Leskovik fiatal település. Írott forrásokban a 19. századtól adatolható mint a tehetősebb muzulmán földesurak (bégek) körében kedvelt hegyi üdülőhely. Befolyásuknak köszönhető, hogy a 19–20. század fordulójára a Janinai szandzsákhoz tartozó Leskovik mint kaza, azaz járási székhely az albániai bektásik egyik központja lett. Albánia függetlensége elnyerésekor, 1912 novemberében görög megszállás alatt állt a terület, amelyet az 1913. december 17-ei firenzei protokoll Albániának ítélt. Az első világháború kitörésekor, 1914 júliusában a görög lakta albániai területekre aspiráló görögök ismét bevonultak Leskovikba, noha az albán–görög nyelvhatár a településtől délre húzódott. 1916 októberében a tenger felől előrenyomuló olaszok kiverték a görögöket a városkából. A kétévnyi görög uralom során Leskovik gyakorlatilag elnéptelenedett, az üdülőházakat feldúlták, csak a kisszámú görögérzelmű lakosság lakhelyeit kímélték meg a megszállók.
A második világháború éveiben ismét gyakran cserélt gazdát a város. Miután Olaszország 1939. április 7-én annektálta Albániát, Erseka és Leskovik vidékét a 3. (Giulia) alpesi hadosztály vonta ellenőrzése alá. 1940 októberében innen hatoltak be görög területekre, a görögök azonban sikeresen visszaverték az olasz expanziós törekvéseket, mígnem a frontvonal novemberben már albán területen húzódott. November 20-án a görög csapatok elfoglalták Leskovikot, és a következő hetekben innen törtek az ország belső területei felé. A görög sikereknek Németország 1941 áprilisi beavatkozása vetett véget, amelynek következményeként Görögország kapitulált, s az általuk korábban elfoglalt területek, köztük Leskovik, ismét olasz kézbe kerültek.
1943. május 15. és 19. között ötnapos csata bontakozott ki Leskovik környékén. A környéken gerillahadjáratot viselő, Nexhip Vinçani vezette partizánok megtámadták a várost. Első kísérletüket az olaszok légi támogatással, a partizánok hadállásainak bombázásával visszaverték. A partizánok azonban nem hagytak fel tervükkel, s próbálkozásaikat végül siker koronázta: tizenöt órára kiverték az olaszokat Leskovikból és átvették a város feletti hatalmat. Végül azonban az olaszok megsegítésére küldött túlerőt látva felhagytak a város védelmével. Az öt nap alatt az olaszok százötven sérült mellett kétszáz embert veszítettek, míg az albán partizánok közül mindössze négy ember esett el, s további tizenöt ember szenvedett sérüléseket, emellett jelentős hadi arzenált vittek magukkal. Az olaszok megbosszulták a kudarcot, s a környező albán falvak közül ötöt porig égettek.
Az ezt követő évtizedekben az albán–görög államhatár közvetlen közelében elhelyezkedő, természetföldrajzi szempontból is elszigetelt kisváros volt. Dacára annak, hogy a Korçát Gjirokastrával összekötő, szerpentinekben bővelkedő főút egyik állomása, a fejlődést egyedül a kommunista korszakban emelt blokkházak jelentik.